# José Juan Pintó Ruiz

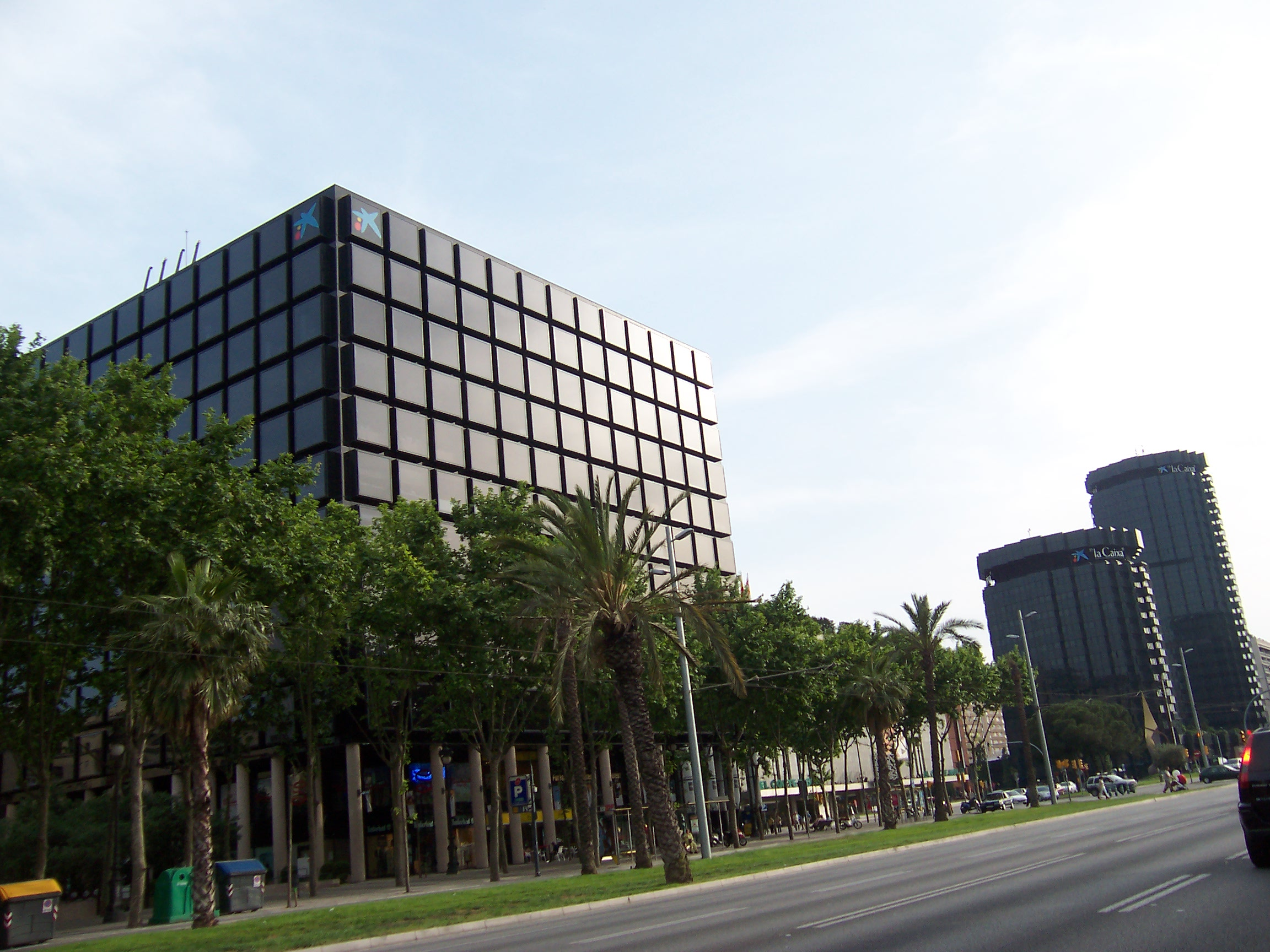
En primer término (edificio cúbico), la última sede de la hoy extinta Caja de Barcelona. Al fondo (torres cilíndricas) la anterior sede la Caja de Pensiones, hoy sede de La Caixa.

José Juan Pintó Ruiz (Barcelona, 16 de abril de 1927-Barcelona, 23 de agosto de 2020) fue un abogado y jurista español.

## Biografía
Es licenciado en Derecho (cum laude) por la Universidad de Barcelona (1949) y doctor en Derecho (1959). 
Comenzó la labor docente en la Universidad de Barcelona en 1949-1950 como ayudante de clases prácticas de derecho civil. Posteriormente fue adjunto en la Facultad de Derecho y en la Facultad de Ciencias económicas del profesor Manuel Albaladejo, entre otros.
Fue miembro de la Comisión Jurídica Asesora de la Generalidad de Cataluña. Fue Decano del Ilustre Colegio de Abogados de Barcelona desde 1978 hasta 1982.
En 1982 fue nombrado Presidente de La Caixa de Barcelona, que en 1990 se fusionó con Caixa de Pensiones, lo que provocó que compartiese con Juan Antonio Samaranch la presidencia. Posteriormente fue Vicepresidente de La Caixa.
Fue elegido Presidente de la Academia de Jurisprudencia y Legislación de Cataluña el 11 de enero de 1984 y ejerció en el cargo hasta el 9 de febrero de 1988, cuando fue sustituido por Lluís Figa Faura. Durante su mandato, a instancia del Departament de Justícia de la Generalidad de Cataluña, se elaboró un estudio relativo a la reforma del derecho civil catalán y se constituyó una comisión integrada por Ramon Faus, Lluís Puig, Encarna Roca y Josep Guàrdia y Canela que presentó un programa para tratar cinco temas (filiación, sucesión, relaciones personales y patrimoniales entre cónyuges, derechos reales y contratos, y fuentes del derecho y derecho supletorio), que se discutieron a lo largo del curso siguiente.
En 1991 ingresó en la Real Academia de Ciencias Económicas y Financieras, con el discurso Las reacciones del derecho privado ante la inflación, de la que en 2018 fue nombrado Vicepresidente.
En 1999 ingresó en la Real Academia de Jurisprudencia y Legislación con el discurso El afloramiento y la determinación del derecho según el maestro José Castán Tobeñas.
Asimismo, ha sido Presidente de la Confederación Española de Cajas de Ahorros, Consejero del Consejo General de la Abogacía Española, Presidente del Banco de Europa y Consejero del Consejo de Administración de FECSA, así como segundo director de la cátedra Roca Sastre.
Falleció en Barcelona el 23 de agosto de 2020, a los noventa y tres años.

## Obra
Los trabajos de Pintó Ruiz abarcan especialmente el derecho civil. En relación con el Código Civil: parte general, obligaciones y contratos, derecho de cosas, derecho arrendaticio y sucesiones. Ha colaborado en la Nueva Enciclopedia Jurídica Seix, siendo autor de multitud de voces tales como Derecho Internacional Privado, Abandono de Bienes, Autorización Marital, Administración, Disposición, Deslinde, Acogimiento Familiar, Incumplimiento de Obligaciones Civiles o Investigación de la Paternidad. También se ocupó del derecho andorrano y del derecho civil catalán, entre los que se hallan los comentarios a los artículos 4, 5 y 6 de la Compilación de Cataluña de los Comentarios al Código Civil y compilaciones forales de Manuel Albaladejo.

## Reconocimientos
- Premio Puig Salellas del Colegio Notarial de Cataluña (2011)[23][24]
- Medalla de Oro de la Universidad Ramon Llull (2011)[25]
- Cruz de San Jordi (1999)[26]
- Cruz de Honor de San Ramón de Peñafort de la Orden de San Raimundo de Peñafort, Ministerio de Justicia, Gobierno de España (1990)[27]
- Cruz al Mérito en el Servicio de la Abogacía del Consejo General de la Abogacía Española (2002)[27]
- Cruz de la Orden del Mérito del Cuerpo de la Guardia Civil, distintivo Plata (Ministerio de Interior, Gobierno de España) (2011)[27]

## Obras
- El usufructo general de viudedad en el Anteproyecto de la Compilación Especial de Derecho Civil de Cataluña (1953), en Anuario de derecho civil, Vol. 6, N.º 3, pp. 653-666.
- La resolución del derecho del arrendador y la subsistencia de los arrendamientos rústicos y urbanos sujetos a la legislación especial (1965), en Revista Jurídica de Cataluña, Vol. 64, N.º 2, pp. 317-358.
- Resolución del contrato y la regla "Periculum est emptoris" (1975), en Revista Jurídica de Cataluña, Vol. 74, N.º 4, pp. 693-750.
- La inoponibilidad y la constitución per "tolre fraus", en Estudios jurídicos en homenaje al profesor Luis Díez Picazo (2002). ISBN 84-470-2110-6. Vol. 2, pp. 2789-2830.
- Los bienes puestos a nombre de la mujer en el Derecho civil de Cataluña (1970), en Revista jurídica de Cataluña, Vol. 69, N.º Extra 1, 1970, pp. 175-252.
- De la acción pauliana a la sustitución de la retroacción en la quiebra y el consiguiente retorno a la acción rescisoria, pasando por las singuralidades históricas y la inoponibilidad como expresión de la constante lucha de la humanidad contra el fraude (2012), en Homenaje al profesor José Antonio Escudero, Vol. 1, 2012, ISBN 978-84-9938-062-9, pp. 1017-1057.